# Leoš Suchařípa
Leoš Suchařípa (15. února 1932 Varnsdorf – 14. června 2005 Praha) byl český herec, dramaturg, překladatel a divadelní teoretik.

## Život
Pocházel z česko-židovské rodiny, jeho otec byl obchodním cestujícím s nádobím a zemřel koncem druhé světové války v Mauthausenu.
K herectví si Leoš Suchařípa našel cestu již za gymnaziálních let. Zapojil se do činnosti Divadelního kolektivu mladých, který vedl Darek Vostřel.
Divadelní vědu začal studovat na DAMU, po roce přešel na moskevskou Vysokou školu divadelní (GITIS), kterou absolvoval v roce 1957. V Praze pak působil jako redaktor a šéfredaktor Divadelních novin, a zástupce šéfredaktora časopisu Divadlo a odborný asistent na Filozofické fakultě UK. Jeho časopisecky publikované texty z oblasti divadelní teorie a kritiky vyšly souborně roku 1998 pod názvem Pravidla hry.
Suchařípa byl členem komunistické strany, ale po srpnu 1968 s ohledem na invazi vojsk Varšavské smlouvy do ČSR své politické smýšlení přehodnotil. To mělo pochopitelně dopad i na jeho kariéru. Stal se dramaturgem a hercem v pražském Činoherním klubu (1968–1973), v letech 1973–1975 pracoval jako dramaturg divadla v Karlových Varech. Následovalo třináctileté angažmá v Činoherním studiu v Ústí nad Labem (1975–1988), kde prokázal vysoké dramaturgické i herecké kvality (Vášeň jako led, Dobové tance, Tři sestry a další). Na konci osmdesátých let se stal členem Realistického divadla v Praze (1988–1992), odkud v roce 1992 odešel do Divadla Na zábradlí.
Hrál v mnoha filmech, např. Skřivánci na niti, Faunovo velmi pozdní odpoledne, Ene bene, spolupracoval také s televizí.
Mimoto byl Leoš Suchařípa znalcem a překladatelem ruských prozaiků, především A. P. Čechova, jehož divadelní dílo přeložil kompletně, ale i M. Gorkého nebo N. V. Gogola. Jazyk se naučil během svého pobytu v Moskvě v padesátých letech. Tehdy se zde také oženil a s manželkou Toňou, která byla tanečnicí a níž měl syna Pavla. Jejich vztah skončil krátce po přestěhování rodiny do Československa.
Jeho druhá žena Helena (1937–2013) byla divadelní teoretičkou a publicistkou. Měli spolu dceru Lucii a syna Davida Suchařípu, který je taktéž hercem.
Leoš Suchařípa žil v osmdesátých letech bohémským životem a byl tehdy stižen infarktem a dvěma mrtvicemi. Po částečném ochrnutí se musel opět naučit mluvit, přesto byl schopen se stále věnovat divadlu. Po roce 2000 ho však znovu postihly zdravotní komplikace. Omezil kouření, ale i přes rady lékařů pokračoval v pití alkoholu.
Zemřel po operaci cév v červnu 2005 v Praze.

## Film
- 1983 Faunovo velmi pozdní odpoledne , hlavní role Leoš Suchařípa ; režie Věra Chytilová

## Televize
- 2006 Široká duše (TV dokument) Leoš Suchařípa ve vzpomínkovém dokumentu

## Rozhlas
- 1994 Josef Váchal: Krvavý román, pětidílní četba na pokračování, četl Leoš Suchařípa, připravil Ladislav Horáček, režie Antonín Dufek

### Písemné dílo
- SUCHAŘÍPA, Leoš. Pravidla hry. Praha: Studio Ypsilon, 1998. 166 s. ISBN 978-80-902482-1-2.